# Kusum Kanguru
Der Kusum Kanguru (auch Kusum Kangguru) ist ein Sechstausender in der Khumbu-Region in Nepal, östlich von Namche Bazar im sogenannten Hinku Himal.
Nördlich des 6367 m hohen Kusum Kanguru liegt der Kyashar (6769 m), mit welchem er über einen Bergkamm verbunden ist. Der Mera Peak (6476 m) liegt 8 km ostsüdöstlich auf der gegenüberliegenden Seite des Flusstals des Hinku Drangka.

## Besteigungsgeschichte
Der Kusum Kanguru wurde am 7. Oktober 1981 von dem Neuseeländer Bill Denz über den Südwestpfeiler (South-west buttress) im Alleingang erstbestiegen. Für den Abstieg wählte er die Nordwestflanke. Bereits am 9. Oktober 1979 erreichte eine japanische Expedition unter Leitung von Ken Kanazawa den niedrigeren Nordostgipfel. Der Kusum Kanguru wird von der Nepal Mountaineering Association in der Liste der Kletterberge der Kategorie „B“ geführt, den so genannten Trekkinggipfeln.